# Брук, Питер
Питер Стивен Пол Брук (англ. Peter Stephen Paul Brook; 21 марта 1925 — 2 июля 2022) — английский режиссёр театра и кино.

## Биография
Питер Брук родился в Лондоне в еврейской семье — его родителями были эмигранты из Двинска (Витебской губернии) Саймон (Семён Матвеевич) Брук и Ида Юдельсон. Двоюродный брат советского и российского режиссёра Валентина Плучека.
Учился в Вестминстерском колледже, но из-за болезни прервал занятия и два года провёл в Швейцарии. Вернувшись в Англию, изучал лингвистику, закончил Магдален-колледж Оксфордского университета, во время учёбы снял малобюджетный фильм «Сентиментальное путешествие» — экранизацию романа Лоренса Стерна и поставил «Доктора Фаустуса» Кристофера Марло (1942). Театральным событием стал его спектакль «Ромео и Джульетта» (1947), вызвавший оживлённые споры в английской театральной критике; в нём он использовал свою идею «пустого пространства», убрав со сцены за полчаса до премьеры многие декорации.
В 1968 году приглашён Жаном-Луи Барро в Париж, где основал Международный центр театральных исследований, созданный под эгидой ЮНЕСКО и Международного института театра. Со своей интернациональной труппой он периодически выезжал в далёкие гастроли, часто в экзотические места Африки и Азии. В 1973—1974 годах работал в США, с 1974 года жил и работал в Париже (Театр Буфф дю Нор).

## Творчество
Как театральный режиссёр Питер Брук испытал влияние идей Бертольта Брехта, Всеволода Мейерхольда, Ежи Гротовского, а также Антонена Арто. По поводу искусства актёра Брук писал:
Школа Мейерхольда делала акцент на выразительности тела. Гротовский по-своему развил это направление и вызвал особый интерес к языку тела и движения. С другой стороны, Брехт настаивал на том, что актёр должен быть не наивным дурачком, каковым его считали в девятнадцатом веке, а думающим, размышляющим человеком своего времени. Школа Станиславского и её последователи уделяли огромное внимание проблемам эмоциональной погружённости актера в роль. Все три направления необходимы.
Брук много ставил как классику, так и современную драматургию, но его любимым драматургом всегда оставался У. Шекспир. На его трактовку шекспировских пьес оказала влияние книга Я. Котта «Шекспир — наш современник» (англ. изд. 1964), к которой он написал предисловие. При этом пьесы Шекспира он мог ставить и в стиле «эпического театра» Брехта, как это было в его легендарном «Лире», и в стиле «театра жестокости». Режиссёр сказал однажды: «... Признаем, что всё, что произошло от человека, называющегося Шекспиром, и обрело жизнь на листах бумаги, имеет совсем иную природу, чем произведение любого другого автора. Это не „шекспировское видение мира“, а скорее, „шекспировский мир“, сродни реальному». Другим любимым его драматургом был А.П.Чехов. Питер Брук ставил также оперы.

## Признание и награды
Командор орденов Британской империи (1965) и Почётного легиона (2013), удостоен ордена Кавалеров Почёта (1998).
Лауреат Европейской театральной премии (1989), премии Киото (1991), Международной премии Ибсена (2008), премии принцессы Астурийской (2019).
Почётный доктор Университета Адама Мицкевича в Познани (Польша, 2004).

## Постановки

### Театральные спектакли
- 1946 — «Порочный круг» / «Vicious circle», по пьесе Ж-П. Сартра «За закрытыми дверями» / Артс-театр, Лондон — с Алеком Гиннессом (Гарсэн) и Дональдом Плезенсом (Коридорный); 16 июля — 11 августа[18]
- 1946 — «Братья Карамазовы», инсценировка А. Гиннесса по мотивам одноимённого романа Ф. М. Достоевского / Lyric Theatre, Лондон — с Алеком Гиннессом (Митя Карамазов)
- 1947 — «Мёртвые без погребения» / «Men Without Shadows» и «Добродетельная шлюха» / «The Respectful Prostitute» Ж-П. Сартра / Lyric Theatre, Лондон
- 1950 — «Мера за меру», У. Шекспира — с Джоном Гилгудом
- 1952 — «Зимняя сказка» У. Шекспира — с Джоном Гилгудом
- 1955 — «Гамлет» У. Шекспира — с Полом Скофилдом (Гамлет)
- 1956 — «Кошка на раскалённой крыше» Т. Уильямса / Театр Антуана, Париж — с Жанной Моро (Мэгги)
- 1957 — «Визит старой дамы» Ф. Дюрренматта
- 1958 — «Тит Андроник» У. Шекспира — с Лоренсом Оливье
- 1962 — «Король Лир» У. Шекспира — с Полом Скофилдом
- 1964 — «Марат/Сад» П. Вайса (премия «Тони» за режиссуру) — с Глендой Джексон (Шарлотта Кордэ)
- 1966 — «US»
- 1968 — «Эдип» Сенеки
- 1971 — «Сон в летнюю ночь» У. Шекспира — с Беном Кингсли и Патриком Стюартом (премия «Тони» за режиссуру)
- 1977 — «Король Убю» А.Жарри
- 1979 — «Беседа птиц», по поэме Аттара
- 1981 — «Вишнёвый сад» А. П. Чехова / Théâtre des Bouffes du Nord, Париж — с Наташей Пэрри (Раневская), Мишелем Пикколи (Гаев), Нильсом Ареструпом (Лопахин)
- 1985 — «Махабхарата», по древнеиндийскому эпосу
- 1987 — «Буря» У. Шекспира
- 1992 — «Impressions de Pelléas», по опере Клода Дебюсси
- 1992 — «Человек, который принял свою жену за шляпу», по книге Оливера Сакса
- 1995 — «Кто там», по текстам Антонена Арто, Бертольта Брехт, Гордона Крэга, Мейерхольда, Станиславского, Мотокиё Дзэами
- 1995 — «Счастливые деньки» Сэмюэла Беккета
- 1998 — «Je suis un phénomène», по книге Александра Лурии
- 1998 — «Дон-Жуан» В. А. Моцарта (фестиваль оперного искусства в Экс-ан-Провансе)
- 2004 — «Великий инквизитор», по роману Достоевского Братья Карамазовы
- 2006 — «Sizwe Banzi est mort», по Атолу Фугарду и др. (Авиньонский фестиваль)
- 2008 — «Фрагменты», по Беккету
- 2009 — «Love is my sin», по сонетам Шекспира
- 2010 — «Warum warum», на тексты А. Арто, Г. Крэга, Ш.Дюллена, Вс. Мейерхольда, Мотокиё Дзэами и У. Шекспира
- 2010 — «Волшебная флейта» Моцарта (премия Мольера)

### Фильмы
- 1953 — Опера нищих (по Дж. Гею, с Лоренсом Оливье)
- 1960 — 7 дней, 7 ночей / Moderato cantabile (по роману Маргерит Дюрас, c Жанной Моро и Жан-Полем Бельмондо)
- 1963 — Повелитель мух (по роману У. Голдинга)
- 1967 — Полёт Валькирии
- 1967 — Марат/Сад
- 1968 — Солги мне (документальный)
- 1971 — Король Лир (с П. Скофилдом)
- 1979 — Встречи с замечательными людьми (экранизация одноименной книги Г. Гурджиева)
- 1979 — Мера за меру
- 1982 — Вишнёвый сад
- 1983 — Трагедия о Кармен (оператор — Свен Нюквист)
- 1989 — Махабхарата
- 2002 — Трагедия о Гамлете (с Адрианом Лестером)

## Книги
- The empty space. New York: Discus Books, 1968 (многочисл. переиздания).
- The shifting point : 1946—1987. New York: Harper & Row, 1987.
- The open door: thoughts on acting and theatre. New York: Parthenon Books, 1993.
- Threads of time: recollections. Washington: Counterpoint, 1998.

## Публикации на русском языке
- «Пустое пространство». М.: Искусство, 1976.
- «Блуждающая точка». СПб.; М.: Малый драматический театр ; Артист. Режиссёр. Театр, 1996.
- «Пустое пространство. Секретов нет». М.: Артист. Режиссёр. Театр, 2003.
- «Нити времени». М.: Артист. Режиссёр. Театр, 2005.